# أليكس مارتينز فيريرا
أليكس مارتينز فيريرا (8 يوليو 1993 في البرازيل – )؛ هو لاعب كرة قدم سابق كان يلعب كمهاجم.

## وصلات خارجية
- أليكس مارتينز فيريرا على موقع رابطة كرة القدم اليابانية للمحترفين (اليابانية)
- أليكس مارتينز فيريرا على موقع دوري كوريا الجنوبية (الإنجليزية)
- أليكس مارتينز فيريرا على موقع قاعدة بيانات كرة القدم.إي يو (الإنجليزية)
- أليكس مارتينز فيريرا على موقع Soccerway.com (الإنجليزية)
- أليكس مارتينز فيريرا على موقع عالم كرة القدم.نت (الإنجليزية)